# Fūjin
Fūjin (風神?, lett. "Dio del vento"), o Fūten (風天?, lett. "Vento celeste"), a volte noto anche come Ryobu, è una divinità giapponese, il dio del vento. Divinità tra le più antiche dello Shintoismo e del Buddismo, protegge i cieli da suo fratello Raijin, dio dei fulmini e dei tuoni. 

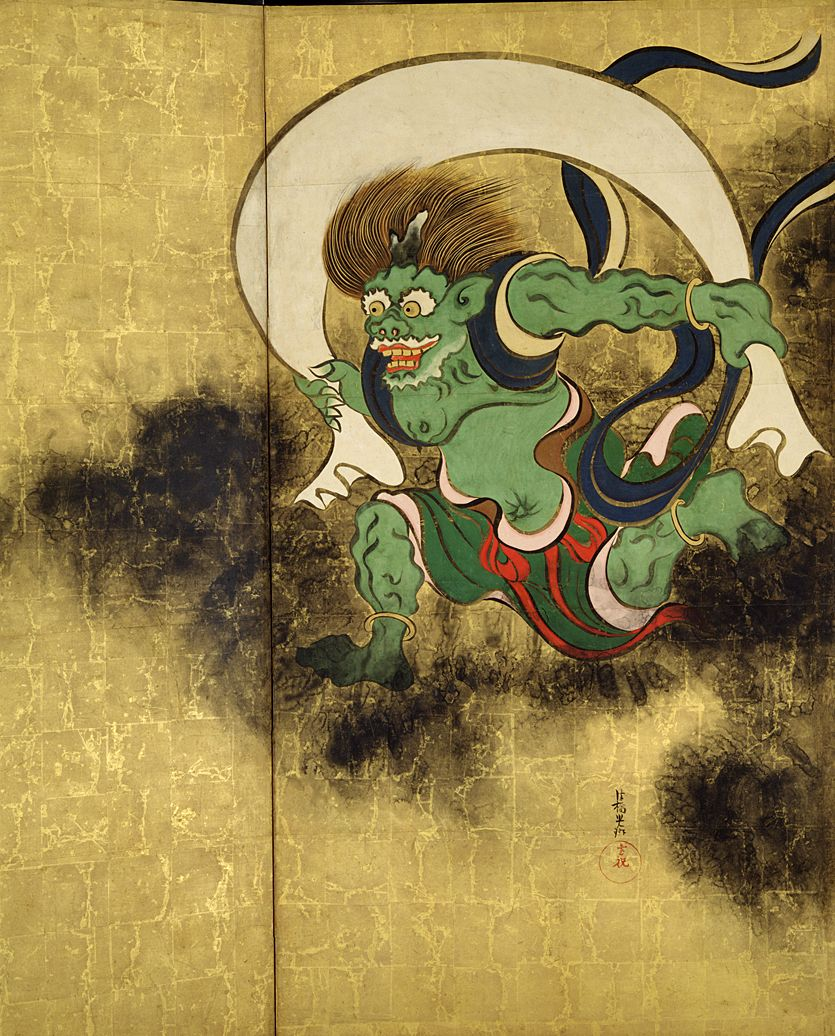
Fujin raffigurato su un byōbu di Tawaraya Sōtatsu (1570–1640)

Ad Asakusa, insieme al fratello, è il protettore dell'ingresso (la Kaminari-mon) del tempio.

## Iconografia
È raffigurato come un terrificante demone mago, simile a un umanoide dai capelli rossi e dalla pelle verde che indossa un perizoma / kilt di pelle di tigre o leopardo, e porta un grande sacco gonfio di venti (風袋?, Kazebuko/Fūtai) sulle spalle, dal quale può selezionarne diversi tipi, da una brezza gentile a un violento uragano.

## Mito
Secondo il Kojiki, una raccolta di miti riguardanti l'origine delle isole che formano il Giappone e le divinità dello Shintō, Fūjin e suo fratello Raijin nacquero da Izanami dopo la sua morte.
Quando Izanagi scese a Yomi per recuperare sua moglie, la vide come un cadavere in decomposizione coperto di demoni. Izanagi la respinse, facendo infuriare Izanami, portando lei e alcuni mostri a inseguire Izanagi. Izanagi quindi bloccò l'ingresso a Yomi. Tuttavia, alcuni demoni e oni fuggirono dagli inferi attraverso una fessura nel masso, tra cui Fūjin e suo fratello Raijin.

## Cultura di massa
I riferimenti a Fūjin nella cultura popolare sono numerosi:
- Fujin in Mortal Kombat, personaggio che compare nel quarto episodio della serie
- Pokémon, Tornadus è basato sull'iconografia di Fūjin
- Il G.F. Pandemon di Final Fantasy VIII possiede un attacco ispirato all'"otre dei venti " di Fujin ed è assimilabile da un boss omonimo della divinità in questione.
- Nel manga e anime World Trigger come Black Trigger a forma di spada di Jin.
- Nel gioco per PC, telefono e tablet "Walking War Robots" é un robot pesante molto potente.
- Nel gioco SMITE, MOBA in terza persona, appare Raijin come dio giocabile appartenente al pantheon giapponese. Fa parte della classe dei maghi, che occupano generalmente la mid nelle mappe Conquest